# Johann II. (Bamberg)
Johann von Nassau († 1329) war von 1328 bis zu seinem Tode 1329 als Johann II. Fürstbischof-Elekt des Hochstiftes Bamberg.

## Leben
Johann von Nassau stammte aus dem weitverzweigten Haus Nassau. Andere Familienmitglieder erlangten ebenfalls hohe kirchliche Würden. Dazu gehörten Johann von Nassau als Bischof von Utrecht (1267–1288), Diether von Nassau als Erzbischof von Trier (1300–1307), Gerlach von Nassau als Erzbischof von Mainz (1353–1371), Adolf I. von Nassau als Bischof von Speyer seit 1371 und als Erzbischof von Mainz (1381–1390), Johann II. von Nassau als Erzbischof von Mainz (1397–1419), und Adolf II. von Nassau als Erzbischof von Mainz (1462–1475).
Zur Zeit der Wahl von Johann von Nassau zum Fürstbischof war Johannes XXII. Papst in Avignon und Nikolaus V. römischer Gegenpapst. Kaiser war Ludwig IV. (siehe auch Liste der Staatsoberhäupter 1328). Johann war nur kurze Zeit im Amt und starb, noch bevor er die Bischofsweihe erhalten konnte.